# Kandjar
Le kandjar (ou kanjar, khandjar, cangiar) est une arme blanche orientale. C'est, notamment, le poignard à lame très large et recourbée porté à la taille par les hommes au sultanat d'Oman lors des cérémonies. Il se glisse dans la ceinture – argent ou cuir – qui maintient la dishdasha, le costume traditionnel.

## Étymologie
C'est un mot d'origine persane (خونگر).

## Emblème national

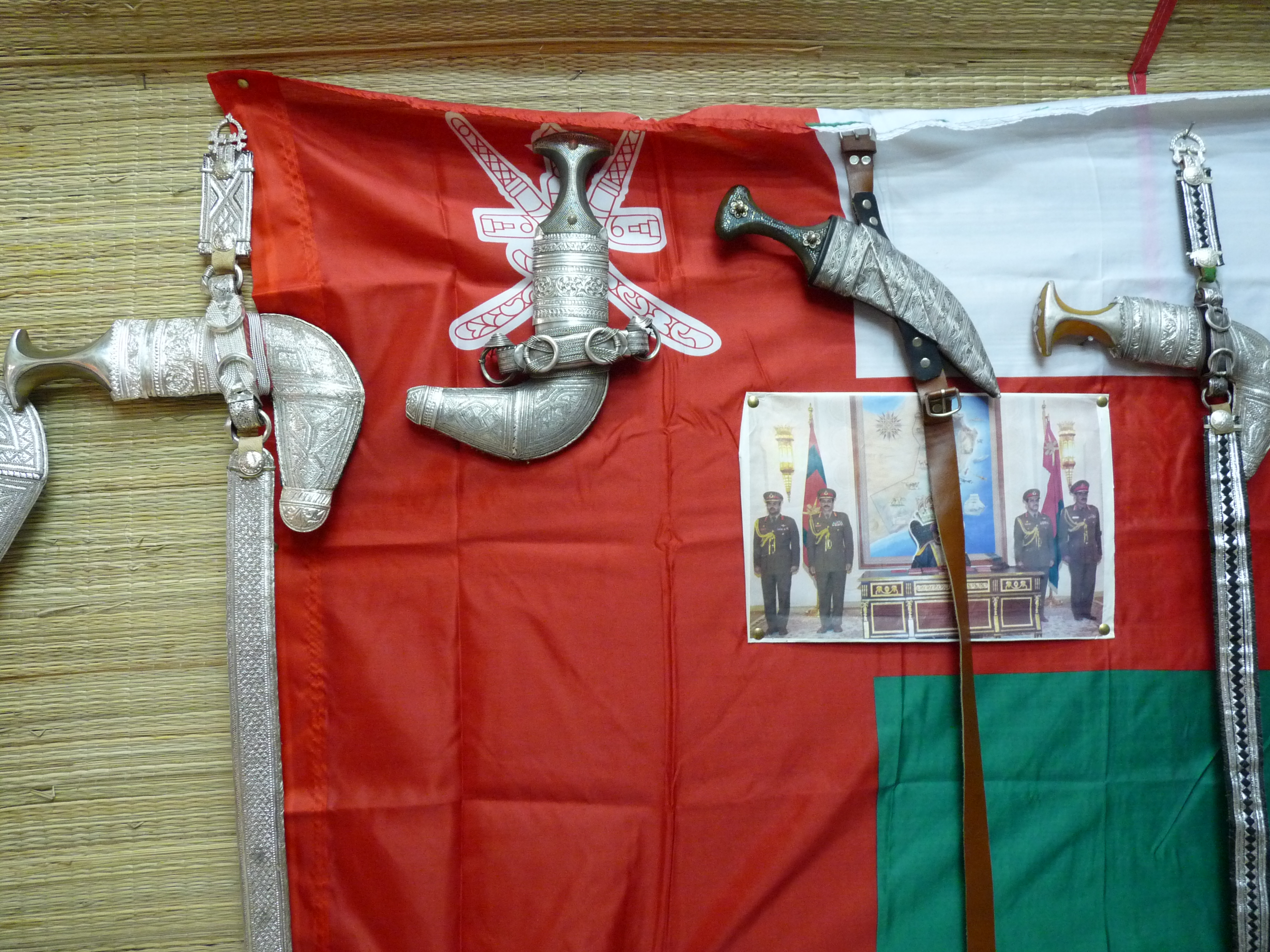
Kandjars avec ceinture en argent ou en cuir au souk de Nizwa

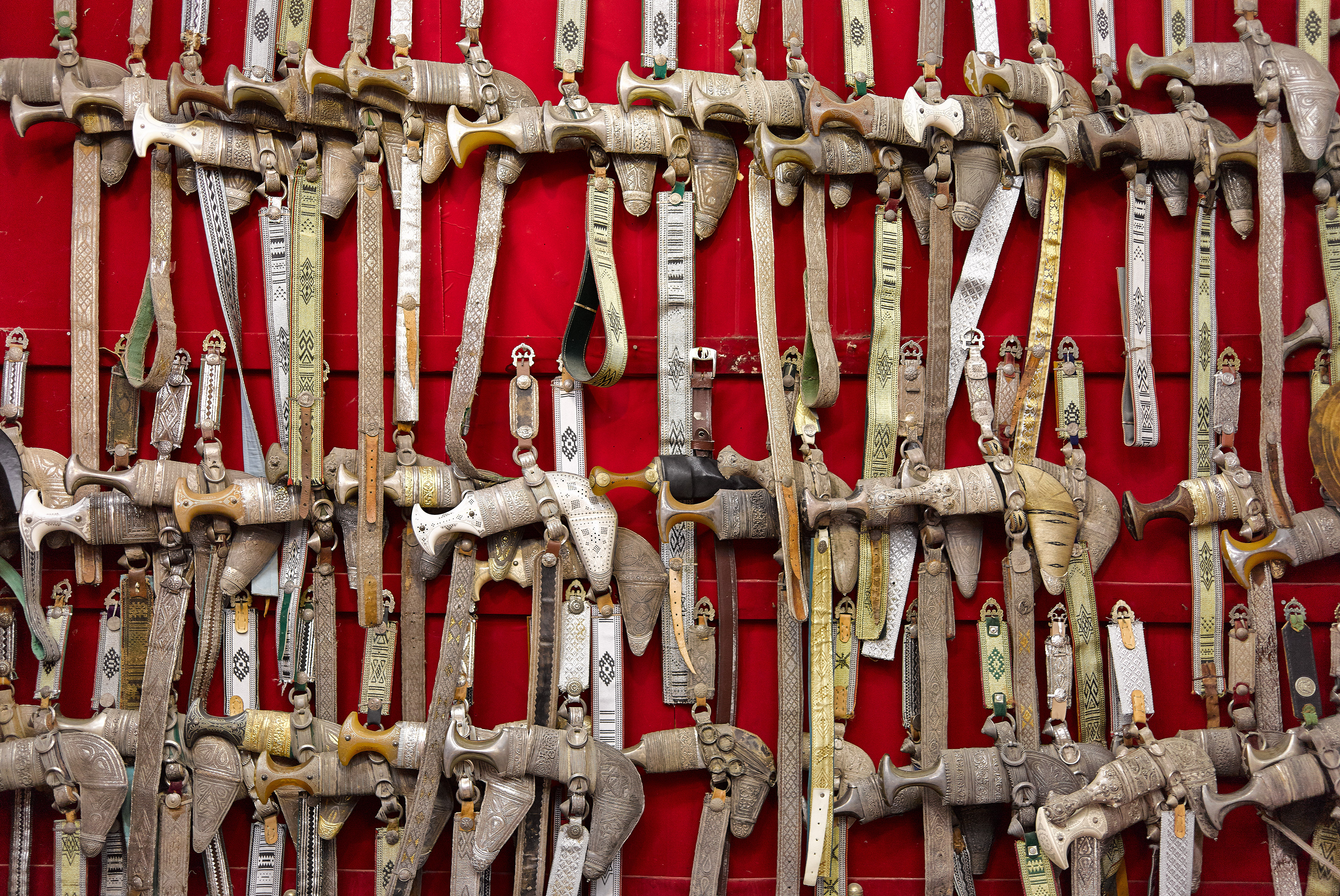
Kandjars à Oman. Janvier 2014.

Le kandjar est l'emblème d'Oman. Il est décliné sur de multiples supports : drapeau national, blasons, timbres, billets de banque, brochures officielles, logo de la compagnie aérienne Oman Air.
« Al-Khanjar, compétences artisanales et pratiques sociales » est inscrit sur la liste représentative du patrimoine culturel immatériel de l'humanité par l'UNESCO en 2022.

## Collections
Le musée Bait Al Zubair de Mascate détient une importante collection de kandjars, dont certains datent du XVIIIe siècle.

## Sources